# Nyamko Sabuni
Nyamko Ana Sabuni (nascida em 31 de março de 1969) é uma política sueca, de origem burundiana, que serviu como líder do Partido Liberal em 2019–2022. Ela havia servido anteriormente como Ministra para Integração, de 2006 a 2010, e Ministra para Igualdade de Gênero, de 2006 a 2013, no governo sueco. Como membro dos Liberais Suecos, Sabuni foi eleita para o Parlamento em 2002. Ela fez história em junho de 2019 ao se tornar a primeira líder de um partido no Parlamento de uma minoria étnica e ainda uma refugiada.